# The Green Child
The Green Child – jedyna ukończona powieść poety-anarchisty i krytyka Herberta Reada. Historia napisana w 1934 roku i wydana po raz pierwszy przez Londyńskie wydawnictwo Heinemann w 1935 roku opiera się na dwunastowiecznej legendzie o zielonych dzieciach z Woolpit, które w tajemniczych okolicznościach zjawiły się w angielskiej wsi, rzekomo posługując się nieznanym językiem. W swojej książce English Prose Style opublikowanej w 1931 roku Read ukazał legendę jako „normę, do której powinny dostosować się wszelkie rodzaje fantasy”.
Każda z trzech części powieści kończy się pozorną śmiercią swojego bohatera, dyktatora fikcyjnej południowo-amerykańskiej republiki Roncadoru, prezydenta Olivero. Każda śmierć Olivero jest alegorią przeniesienia się na „wyższy poziom egzystencji”, odzwierciedlając tym samym główny motyw książki, którym jest poszukiwania sensu życia. Zainteresowanie Reada teorią psychoanalityczną jest widoczne w powieści, którą skonstruował na wzór „filozoficznego mitu […] w tradycji platońskiej”.
Fabuła zawiera wiele elementów autobiograficznych, a osobiste doświadczenie Reada jako oficer Armii Brytyjskiej podczas I wojny światowej w dużym stopniu przyczyniło się do kreacji Olivera. Pomimo pozytywnego odbioru powieści, kilku komentatorów uznało ją za „nieprzeniknioną”, a jeden z nich zarzucił powieści brak formy i treści, które usprawiedliwiałyby otrzymane przez nią pochwały, biorąc pod uwagę, że zinterpretowano ją tak różnie i niejasno przez tych, którzy podjęli się poważnej analizy.

## Tło biograficzne i publikacja
Przede wszystkim krytyk literacki, poeta oraz orędownik sztuki współczesnej, Read napisał swoją jedyną powieść, The Green Child, w blisko 8 tygodni 1934 roku, z czego większość czasu spędził w altanie za swoim domem w Londyńskim Hampstead. Dzielnica ta była wtedy „siedliskiem łagodnych artystów”, do których zaliczali się Henry Moore, Paul Nash, Ben Nicholson, oraz Barbara Hepworth. W tamtych czasach Read był zainteresowany koncepcją twórczości nieświadomej, a pierwsze szesnaście stron manuskryptu – napisanych na papierze odróżniającym się widocznie od reszty – w oczach niektórych krytyków wygląda na senne wspomnienia. W liście napisanym do psychoanalityka Carla Junga Read stwierdził, że powieść była rezultatem zapisu automatycznego. Pierwotny manuskrypt jest w posiadaniu Biblioteki Uniwersytetu w Leeds, do którego w swoim czasie uczęszczał Read.
W następstwie Rewolucji w Rosji 1917 roku Read stał się zwolennikiem komunizmu, wierząc, że przyniesie on „społeczne wyzwolenie moich ideałów”, jednak do lat trzydziestych XX wieku wiara ta zaczęła się chwiać. Jego ideologia polityczna coraz bardziej skłaniała się ku anarchizmowi, ale dopiero wybuch wojny domowej w Hiszpanii w 1936 scementował jego anarchistyczne przekonania, które to wyraźnie określił. The Green Child została więc napisana w czasie, kiedy polityczne i filozoficzne opinie Reada były w ciągłych zmianach.

Wiara chrześcijańska mogła wydać gorsze owoce niż to poczucie nieosiągalnej chwały wetknięte czterdzieści lat temu w pewien dziecięcy mózg na farmie w Yorkshire.

Powieść została wydana w sześciu edycjach, z czego pierwsza od Heinemanna z 1935 została wyceniona na 7 szylingów i 6 pensów, równowartość około 33 funtów na rok 2025 Druga edycja została wydana dziesięć lat później przez Grey Walls Press i zawierała ilustracje stworzone przez Felixa Kelly’ego. Trzecia edycja, w której zawarto wstęp skupiający się na elementach autobiograficznych powieści napisany przez Grahama Greene’a, została wydana przez Eyre and Spottiswoode w 1947 roku. Pierwsza amerykańska edycja ze wstępem Kennetha Rexrotha, została opublikowana w Nowym Jorku przez New Directions w 1948. Penguin Books w 1979 roku wydało piątą edycję, w której zamieszczono wstęp Greene’a z 1947. Szósta edycja, opublikowana przez R. Clarka i po raz kolejny zawierająca wstęp Greene’a, pojawiła się w 1989 i została wznowiona w 1995.

## Streszczenie fabuły
Pierwsza i ostatnia część historii przedstawiono z użyciem narracji trzecio-osobowej, jednak część środkowa jest już napisana w pierwszej osobie. Historia rozpoczyna się w 1861 roku od sfingowanej śmierci Prezydenta Olivero, dyktatora Południowo Amerykańskiej Republiki Roncadoru, który sfabrykował własne zabójstwo. Powraca do wioski w rodzinnej Anglii, w której urodził się i wychował. W wieczór po przybyciu Olivero zauważa, że strumień biegnący przez wioskę wydaje się płynąc wstecz, po czym decyduje się podążyć w górę rzeki by odkryć, co jest przyczyną takiego zachowania.
Strumień prowadzi Olivero do młyna, w którym przez oświetlone okno widzi kobietę przywiązaną do krzesła, zmuszaną przez młynarza do picia krwi świeżo ubitego baranka. Kierowany instynktem, Olivero rzuca się przez otwarte okno, co stanowi jego „skok w świat fantasy”. Początkowo młynarz nie opiera się i pozwala Olivierowi uwolnić kobietę, którą ten rozpoznaje po kolorze skóry jako Sally, jedno z dwóch zielonych dzieci, które w tajemniczych okolicznościach zjawiły się w wiosce trzydzieści lat temu w dniu jego odejścia. Olivero rozpoznaje również młynarza, Kneeshawa, byłego ucznia z wioskowej szkoły, w której kiedyś uczył. Podczas walki pomiędzy dwoma mężczyznami Kneeshaw przypadkowo tonie w młyńskim stawie. Następnego ranka Olivero i Sally kontynuują poszukiwanie miejsca, do którego podąża strumień. Okazuje się nim staw na wrzosowiskach położonych wysoko nad wioską. Spacerując w płytkich wodach stawu, Sally zaczyna zapadać się w srebrzystym piachu pokrywającym jego dno. Olivero rusza jej z pomocą, po czym razem znikają w głębinie.
Druga część książki opowiada o wydarzeniach mających miejsce między wyjazdem Olivera, młodego wioskowego nauczyciela, a jego powrotem w roli byłego prezydenta. Początkowo wyrusza do Londynu z nadzieją na znalezienie zatrudnienia jako pisarz, jednak po trzech latach spędzonych na pracy księgowego w zakładzie tkackim wsiada na statek, który ląduje w Hiszpańskim Kadyksie. Nie znając języka oraz będąc w posiadaniu książki Woltera, zostaje aresztowany jako podejrzany rewolucjonista. Podczas dwuletniej niewoli uczy się Hiszpańskiego do swoich współwięźniów i postanawia udać się do jednej ze znanych mu wyzwolonych Amerykańskich kolonii, gdzie istnieje możliwość ustanowienia nowej cywilizacji „wolnej od ucisku i niesprawiedliwości starego świata”.
Uwolniony na mocy amnestii po śmierci Hiszpańskiego króla Ferdynanda Oliver podąża do Buenos Aires. Na miejscu zostaje omyłkowo wzięty za agenta rewolucji, po czym zostaje zabrany na spotkanie z generałem Armii Roncandoru, Santosem. Wspólnie planują spisek, w którym przejmują stolicę kraju i zabijają jego dyktatora. Plan powodzi się, a „Don Olivero” zostaje przywódcą zgromadzenia oraz nowym dyktatorem kraju, stanowisko, które obejmuje przez 25 lat. Po latach zaczyna zdawać sobie sprawę, że jego rządy prowadzą kraj do stagnacji i „moralnej słabości”. Tym rozważaniom towarzyszy wzbierająca nostalgia za angielską wioską, w której się wychował, więc decyduje się na ucieczkę. Aby uniknąć podejrzeń o dezercje z Roncadoru Olivero, fabrykuje własne morderstwo.
Ostatnia część książki wraca do wątku, w którym Olivero i Sally znikają w głębinach wodnych. Wokół nich powstaje ogromna bańka, która transportuje ich na środek stawu, wznosząc się do obszernej pieczary, skąd ruszają pieszo przez szereg przylegających do siebie jaskiń. Sally zdradza Olivero, że jest to kraj, który ona wraz z bratem opuścili 30 lat temu. Wkrótce napotykają jej pobratymców, którym Sally, wśród nich znana jako Siloēn, wyjaśnia, że wiele lat temu oddalając się, zgubiła drogę powrotną, teraz jednak powraca z kimś, kto „też był zagubiony, a teraz pragnie mieszkać wśród nas”. Olivero i Siloēn zostają przyjęci do społeczności, w której to życie jest uporządkowane wokół awansu z niższych do wyższych półek skalnych: pierwsza półka poucza uciech młodości; druga półka uczy satysfakcji z pracy fizycznej; na trzeciej ujawnia się przyjemność opinii i dyskusji; wreszcie górna półka ukazuje „przyjemność największą”, samotniczą refleksję.
Oliver szybko znużony pierwszą półką opuszcza Siloēn, i przenosi się do drugiej, gdzie uczy się ciąć i polerować kryształy, najbardziej czczone przedmioty w podziemnym świecie. Ostatecznie zostaje dopuszczony do przejścia na najwyższą półkę, zwaną „ostatnim etapem życia”. Zostaje on tam zapoznany z „podstawowymi prawami wszechświata”, według których istnieje tylko Porządek i Nieporządek. „Porządek […] to Masa wypełniająca przestrzeń […] Nieporządek to przestrzeń pusta”. Nieporządek jest wywoływany przez zmysły, które „będąc nierozłączne z ciałem […] tworzą iluzję indywidualności”. Olivero wybiera pieczarę, w której spędzi resztę życia, samotnie kontemplując „naturalne i absolutne piękno” kryształów otrzymanych od tnących je pracowników. Podczas gdy jedzenie i woda przynoszone są regularnie, on przygotowuje swoje ciało na „doskonałość śmierci”, którą, gdy w końcu nadchodzi, wita z „osobliwą radością”. Podczas usuwania ciała Olivero z pieczary służący napotykają inną grupę przenoszącą Siloēn, która zmarła w tym samym czasie co Olivero. Zostają ułożeni razem w wyżłobieniu fosylizacyjnym by „stać się częścią wspólnej kryształowej harmonii”, co u Zielonego ludu stanowi tradycyjny sposób pochówku.

## Gatunek i styl
Profesor filologii Angielskiej Richard Wasson stwierdził, że The Green Child „opiera się klasyfikacji” utrudnionej przez jej podział na „trzy arbitralnie powiązane sekcje”. Pierwsza część powieści używa stylu XIX wiecznej baśni gotyckiej. „Płynne, pozornie nieprzerwane pismo”, którym została spisana, wskazywało, że została stworzona podczas jednego posiedzenia, po którym nastąpiła przerwa przed rozpoczęciem części drugiej. Część druga, w której za pomocą retrospekcji Olivero wspomina swoją historię dojścia do władzy jako dyktator Roncadoru, ma znamiona „klasycznej przygody politycznej”. Ostatnia część książki powraca do opowieści o „fantastycznym, podziemnym świecie Zielonego ludzi” z części pierwszej. W związku z dużą rozbieżnością w stylach części pierwszej i reszty powieści, niektóry krytycy uznali ją za całkowicie osobne dzieło lub „właściwą” powieść.
Podróż Olivero po podziemnej krainie została napisana jako antyteza jaskini platońskiej opisanej przez Platona w Republice. W alegorii Platona więźniowie zamknięci w jaskini i skazani na oglądanie pustej ściany, gdzie jedynym źródłem światła jest migoczący ogień znajdujący się za nimi, widzą tylko cienie tego, co prawdziwe. Filozof, natomiast, to osoba wypuszczona z jaskini, mająca możliwość zobaczenia prawdziwej formy rzucającej te cienie. Read wywraca tę idee do góry nogami. Kiedy Siloēn opuściła swój podziemny świat, pozostawiła „wieczne formy” Platona, podczas gdy Olivero musi iść za nią do jej „jaskini”, aby odkryć „boską naturę wszechrzeczy”.

Kiedy po Olivero przyszła śmierć, z osobliwą radością poczuł jak wartki bieg krwi oraz wszelkie boleści, które panowały nim przez tak długi czas, opuszczają jego członki. […] Bicie jego serca przypominało dogasanie płomienia w lampie bez paliwa. Przywołując resztkę swych sił, ugasił wiekuiście te trwożne poruszenie.

Kilka ostatnich stron książki, w których Olivero przygotowuje się na swoją śmierć i fosylizację, Read poświecą opisowi jego ostatnich myśli w formie przyjętej z Fedona Platona, jednak w niemal lustrzanym odbiciu. Sokrates, którego przemyślenia o życiu pośmiertnym opisywał Plato, twierdził, że dusza odnajduje prawdziwe wyzwolenie w śmierci, jednakże Olivero pragnie, by to właśnie jego ciało oddzieliło się od cierpień duszy, stając się częścią krystalicznej trwałości wszechświata. Olivero nie widzi śmierci jako siły zniszczenia, a życie, „gdyż zaburza ono harmonie materii nieorganicznej”. Koncepcja Sokratesa umieszczona pod koniec Fedona mówiąca o tym, że nasz świat jest tylko jednym z wielu, z których każdy jest wgłębieniem w ziemi połączonym podziemnymi rzekami, uderzająco przypomina podziemną krainę Zielonego ludu opisywaną przez Reada. Jednakże w swoim przedstawieniu krainy Zielonego ludu autor „prawie na pewno” uległ wpływowi utopijnej powieści z 1887 roku W. H. Hudsona A Crystal Age, w której ludzie dążyli, by „żyć ponad własną śmiertelnością”.

## Motywy
Motywem przewodnim powieści jest „dialektyczne poszukiwanie sensu życia, które prowadzi do jego źródła”. Nacisk, jaki Zielony lud kładzie na osiągnięcie „dosłownej jedności z materialnym wszechświatem” poprzez fosylizację ciał zmarłych, mimo bycia „odpychającym” dla niektórych czytelników, jest środkiem, który pozwala Readowi sparodiować „tradycyjną zachodnią myśl religijną o duszy pragnącej wzlecieć w powietrze do raju w chmurach”.
Pierwotnym tytułem manuskryptu było Inland Far („W ląd daleko”), jednak w którymś momencie, prawdopodobnie w przerwie po napisaniu pierwszej części, Read zmienił go na The Green Child, co sugeruje zmianę tematu powieści z poszukiwania źródła strumienia na historie o zielonych dzieciach. Pierwszy tytuł był aluzją do ody Intimations of Immortality Williama Wordswortha (Oda: Przeczucia nieśmiertelności pamiętane z wczesnych lat dzieciństwa) , która opisuje „promienisty pejzaż dzieciństwa, który wywiera wpływ na dalsze życie”.
Read interesował się psychoanalizą i wykorzystywał teorie psychoanalityczne Freuda i Junga we własnych dziełach, jednakże „bardziej jako narzędzie niż sposób odkrywania znaczeń”. Poszukiwania Olivero za źródłem strumienia opisano jako „alegoryczną podróż poprzez krajobraz umysłu”, które przesuwa go „poza granicę przedświadomości do środka id”. Z perspektywy Olivero młynarz Kneeshaw reprezentuje „zły i niszczący instynkt, który czai się pod płaszczykiem konwenansów cywilizowanego społeczeństwa”, czyli id Freuda, podczas gdy Olivero reprezentuje ego. Gdy trzydzieści lat wcześniej Olivero uczył Kneeshawa w miejscowej szkole, był on świadkiem, jak chłopiec celowo niszczy lokomotywę modelu kolejki, przyniesioną do szkoły przez Olivero, przekręcając sprężynę jego mechanizmu. Nie rozumiejąc takiego celowego niszczenia oraz będąc uprzednio sfrustrowany brakiem możliwości oferowanym przez życie w wiosce, następnego dnia Olivero odchodzi. „Kiedy ta sprężyna pękła, coś pękło we mnie”.
Konfrontacja Olivero z Kneeshawem, a także postać Siloēn, są przykładami psychoanalitycznej symboliki Junga „archetyp animy lub »duszy« Junga, w szczególności w swojej funkcji pośrednika między świadomym a nieświadomym”. Kneeshaw reprezentuje „Cień, ciemną stronę człowieczej natury, prymitywną, zwierzęcą część osobowości obecną w indywidualnej nieświadomości”. Jung sądził, że jedynym sposobem na stawienie czoła Cieniowi jest uznanie go, a nie tłumienie, jak zrobił to Olivero 30 lat wcześniej, opuszczając wioskę.

## Elementy autobiograficzne

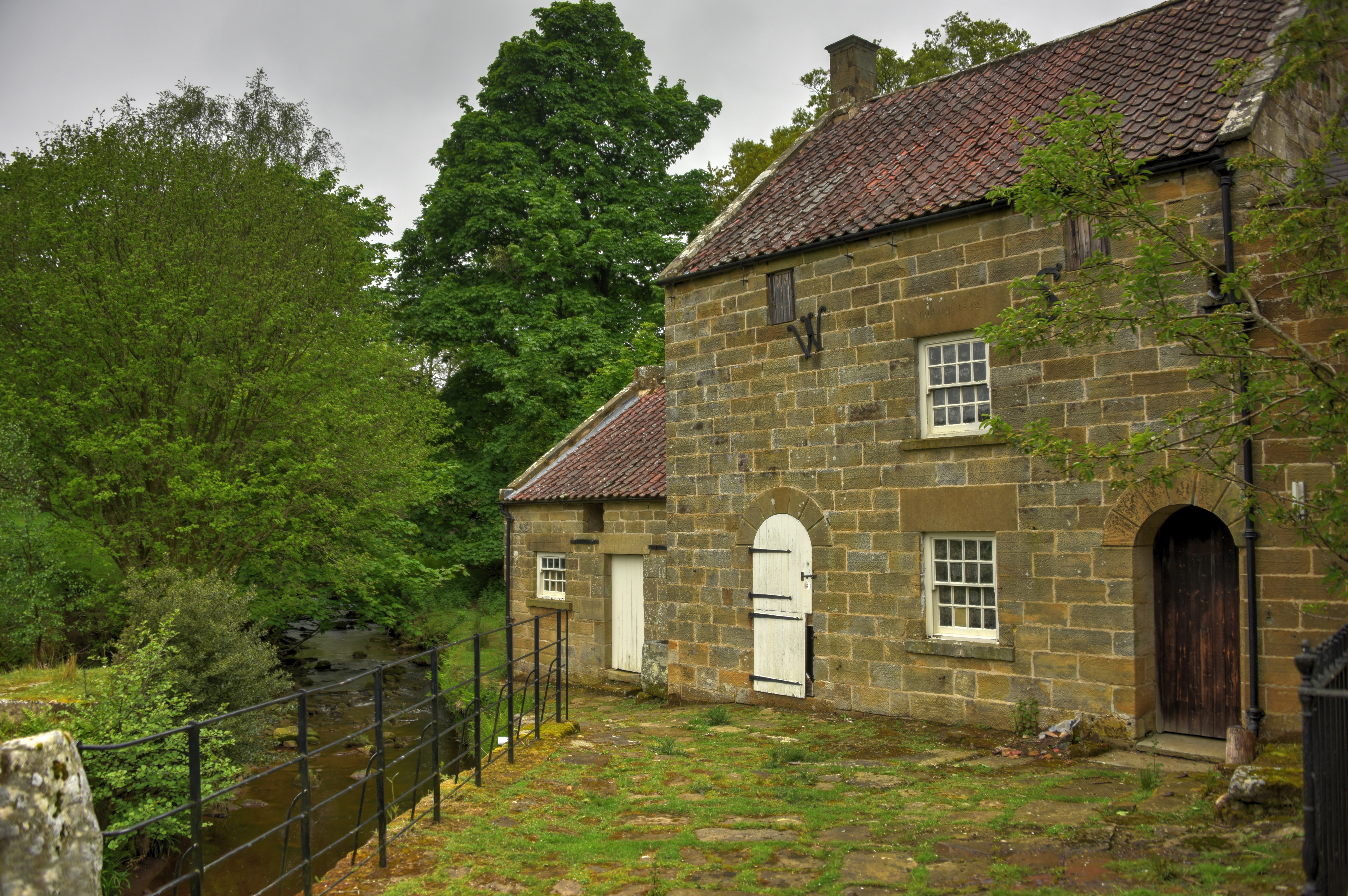
Młyn w Bransdale na rzece Hodge Beck. Inspiracja dla strumienia, które swoim odwróconym biegiem poprowadziło Olivero do źródła.

Podczas pierwszej wojny światowej Read służył w Green Howards, walcząc we Francuskich okopach. Został nagrodzony Krzyżem Wojskowym, awansowany do stopnia porucznika oraz nabył „obsesyjnej determinacji, by nie zdradzić swych towarzyszy tchórzostwem”. Olivero, który w powieści jest „bohaterem jasno wzorowanym na autobiografii”, zawdzięcza wiele doświadczeniom Reada z czasów wojennych oraz zaszczepionemu przez nie „stanowczemu opanowaniu”. Paradoksalnie Olivero dokonał przewrotu, obalając dyktaturę tylko po to, aby samemu stać się dyktatorem, co wpisuje się w pogląd Reada wyrażony w połowie lat 30. XX wieku: „Dlatego z pewnego punktu widzenia mogę z zadowoleniem przyjąć ideę państwa totalitarnego, czy to w jego komunistycznej, czy faszystowskiej formie. Nie obawiam się państwa totalitarnego jako ekonomicznego faktu, maszyny ekonomicznej upraszczającej złożoną działalność życia we wspólnocie”.
Read urodził się jako syn farmera w Muscoates Grange, około 6,4 km na południe od małego miasteczka Kirkbymoorside w hrabstwie North Yorkshire, do którego wrócił w 1949 roku. Jedna z jego ulubionych ścieżek prowadziła wzdłuż Hodge Beck, stając się inspiracją dla strumienia, którym podążał Olivero. Hodge Beck prowadził do młyna, który Read zwał swoją „duchową samotnią”.
Kryształy wydobywane przez pracowników na drugiej półce podziemnego świata Zielonego ludu, będące obiektem kontemplacji mędrców na najwyższej półce, symbolizowały poglądy Reada na temat związku sztuki z naturą. Wierzył, że forma fizyczna stanowi „podstawową zasadę wszechświata […] ostateczną rzeczywistość w całkowicie materialnym kosmosie. Dlatego to cechy występujących form nadają im wszelkiego piękna i wartości”.

## Odbiór
Według historyka Davida Goodway’a „niezwykła kariera i imponujący dorobek Reada wygenerowały zaskakująco ograniczoną literaturę biograficzną i krytyczną”. Richard Wasson skomentował, że „Pomimo pozytywnego osądu kilku krytyków i uczonych, którzy poświęcili się poważniejszej analizie powieści, jest ona tak niejasno i różnorako interpretowana, że idzie odnieść wrażenie, iż brakuje jej formy i treści uzasadniającej takie pochwały”. Krytyk Richard E. Brown w 1990 uznał dzieło za „istotną próbę zwarcia wszechstronnych przemyśleń jednego z najbardziej wpływowych krytyków [XX wieku] w złożoną interpretację własnych doświadczeń”, dodając, że podzieliła ona recenzentów, wśród niektórych będąc „fascynującą, lecz niemożliwą do pojęcia”. Podczas recenzowania edycji amerykańskiej z 1948 roku, profesor filologii angielskiej Robert Gorham Davis skomentował, że powieść „zaskoczyła niejednego angielskiego krytyka, ukazując się w 1935 roku”, będąc jednak „pięknie wymyśloną oraz pięknie napisaną”.
Recenzja dla The Times opublikowana krótko po ukazaniu się książki nazwała ją „urzekającą historią filozoficzną”, a w swoim artykule historyk i wykładowca Bob Baker chwalił powieść za to, że jest „niezwykła ze względu na opanowany, aczkolwiek wyrazisty styl”. Orville Prescot, krytyk piszący dla The New York Times, mimo przyznania, że powieść została „pięknie napisana” oraz stanowi „triumf subtelnej i sugestywnej aury tajemniczości”, stwierdził, że fabuła była „niedorzeczna” i „irytująca”. Swoją krytykę zakończył słowami: „Ma się nieustannie wrażenie, że wspaniałe prawdy wyjdą wkrótce na jaw; że na tych stronach kryje się coś ważnego, coś znaczącego. To „coś” nie zostaje nigdy ujawnione, natomiast pewne niedorzeczne szczegóły pozostają aż nazbyt widoczne”. Prescott był równie krytyczny wobec przedmowy Rexrotha do pierwszego amerykańskiego wydania, nazywając ja „pretensjonalnym wstępem opatrzonym rzadko spotykaną ilością żargonu”. Pisząc w 1993 roku dla The Independent, krótko po setnej rocznicy urodzin Reada, krytyk Geoffrey Wheatcroft nadmienił, że Read nie koniecznie był wspaniałym powieściopisarzem „jednak The Green Child jest typem książki, jaką chcesz napisać, gdy masz zamiar pozostawić po sobie tylko jedną powieść: wyjątkowa, nietuzinkowa i całkowicie oryginalna”.